# Сєверка (Ключівський район)
Сє́верка (рос. Северка) — село у складі Ключівського району Алтайського краю, Росія. Адміністративний центр та єдиний населений пункт Сєверської сільської ради.

## Населення
Населення — 1767 осіб (2010; 1764 у 2002).
Національний склад (станом на 2002 рік):
- росіяни — 91 %